# 이영애 (1951년)
이영애(1951년 9월 23일~)는 대한민국의 정치인이다. 제18대 국회의원을 지냈다.

## 학력
- 부여여자중학교 졸업
- 부여여자고등학교 졸업
- 성균관대학교 국정관리학 학사
- 성균관대학교 국정관리대학원 석사

## 생애
이영애 여사는 1951년 충청남도 부여군에서 태어났다. 부여여자중학교, 부여여자고등학교, 성균관대학교 국정관리대학원 석사 과정을 졸업하였다.
1987년 신민주공화당 중앙당 여성부장으로 정치에 입문하였다. 1990년 3당 합당 때 민주자유당 창당에 합류하였으며 김종필 최고위원 비서실 부장직을 수행하였다.
1995년 자유민주연합을 창당할 때 합류하였다. 이후 제15대 대통령 선거에서 새정치국민회의 김대중 후보 측 여성기획단장을, 2005년 자유민주연합 여성사무부총장을 역임하였다.
2006년 자유민주연합이 한나라당에 흡수되자 한나라당 소속이 되었다.
2008년 제18대 국회의원 선거에서 한나라당 비례대표 국회의원(27번)에 입후보하였으나 당선되지는 못하였다. 2011년 김금래 장관이 여성가족부 장관에 임명되자 비례대표 국회의원직을 승계하여 2012년까지 역임하였다.
2016년 4월 28일 한국특허학회 회장에 취임하였다. 2016년 11월 한국마사회 말산업발전위원회 위원장을 한 이후 2019년 4월에 대한민국헌정회 이사로 부임하였다.

## 역대 선거 결과
| 실시년도 | 선거   | 대수 | 직책     | 선거구   | 정당     | 득표수      | 득표율          | 순위          | 당락 | 비고       |
| -------- | ------ | ---- | -------- | -------- | -------- | ----------- | --------------- | ------------- | ---- | ---------- |
| 2008년   | 총선   | 18대 | 국회의원 | 비례대표 | 한나라당 | 6,421,727표 | \| \| 37.48% \| | 비례대표 27번 |      | 초선, 승계 |
|          | 37.48% |      |          |          |          |             |                 |               |      |            |